# Ville Räikkönen
Ville Räikkönen (* 14. Februar  1972 in Tuusula) ist ein ehemaliger finnischer Biathlet.

## Karriere
Räikkönen nahm erstmals 1993 an Biathlon-Weltmeisterschaften teil. Ab der Saison 1994/1995 startete er regelmäßig bei Weltcuprennen. Hier errang er bis zur Saison 1997/1998 insgesamt neunmal einen Rang unter den Top 10. Sein bestes Ergebnis war dabei Platz 4 1997 in Pokljuka.
Seinen schließlich besten Wettkampf machte Räikkönen bei den Olympischen Winterspielen in Nagano, wo er im Sprintrennen fehlerfrei schoss und am Ende die Bronzemedaille gewann. 
Danach hatte der Finne keine Erfolge mehr und er erreichte nur noch einmal einen Top-10-Rang bei einem Weltcuprennen. Nach der Saison 2001/2002 und einer weiteren Teilnahme bei Olympischen Winterspielen beendete Räikkönen seine Karriere. Räikkönens bestes Resultat im Gesamtweltcup war Platz 22, den er 1995 und 1998 erzielte.

## Bilanz im Weltcup
Die Tabelle zeigt alle Platzierungen (je nach Austragungsjahr einschließlich Olympische Spiele und Weltmeisterschaften).
- 1.–3. Platz: Anzahl der Podiumsplatzierungen
- Top 10: Anzahl der Platzierungen unter den ersten zehn (einschließlich Podium)
- Punkteränge: Anzahl der Platzierungen innerhalb der Punkteränge (einschließlich Podium und Top 10)
- Starts: Anzahl gelaufener Rennen in der jeweiligen Disziplin

| Platzierung         | Einzel | Sprint | Verfolgung | Massenstart | Team | Staffel | Gesamt |
| ------------------- | ------ | ------ | ---------- | ----------- | ---- | ------- | ------ |
| 1. Platz            |        |        |            |             |      |         |        |
| 2. Platz            |        |        |            |             |      |         |        |
| 3. Platz            |        | 1      |            |             |      | 1       | 2      |
| Top 10              | 4      | 5      | 2          |             | 1    | 22      | 34     |
| Punkteränge         | 18     | 21     | 12         | 1           | 1    | 27      | 80     |
| Starts              | 39     | 62     | 26         | 1           | 1    | 27      | 156    |
| Stand: Karriereende |        |        |            |             |      |         |        |

## Weblink
- Ville Räikkönen in der Datenbank der IBU (englisch)

| Personendaten    | Personendaten       |
| ---------------- | ------------------- |
| NAME             | Räikkönen, Ville    |
| KURZBESCHREIBUNG | finnischer Biathlet |
| GEBURTSDATUM     | 14. Februar 1972    |
| GEBURTSORT       | Tuusula, Finnland   |